# Daniel Arasse
Daniel Arasse (Argel, 5 de noviembre de 1944 - 14 de diciembre de 2003), fue un historiador y teórico del arte francés.

## Trayectoria
Daniel Arasse entró en la École normale supérieure en 1965. Obtuvo una agregación en letras clásicas, luego redactó una tesis sobre Bernardino de Siena en La Sorbona con André Chastel, especialista en arte italiano del Renacimiento. Pero tras un incidente —la pérdida del manuscrito y notas en Italia (véase "La thèse volée", en Histoires de peintures)—, se decide a abandonar ese trabajo por otro sobre arte de la memoria y la retórica, subyugado por Frances Yates; así que cambia de director y trabajará con Louis Marin en École des hautes études en sciences sociales.
De 1969 a 1993, enseñó historia de arte moderno, siglos XV-XIX, en La Sorbona y en París IV. De 1971 a 1973, fue miembro de la École française de Rome. De 1982 a 1989, dirigió el Instituto francés de Florencia, donde creó el festival France Cinéma. Desde 1993 fue director de estudios de la École des hautes études en sciences sociales.
En 2003, dirigió una famosa exposición Botticelli en el Musée du Luxembourg de París. Pero murió ese año, víctima de una enfermedad degenerativa.	

## Obras
- L'Universel inachevé. Les dessins de Léonard de Vinci, Screpel, 1978.
- L'Homme en perspective. Les primitifs d'Italie, Famot, 1978.
- L'Homme en jeu. Génies de la Renaissance italienne, Famot, 1980.
- La Guillotine et l'Imaginaire de la terreur, Flammarion, 1987. >> Trad. Guillotina y la figuración del horror, Labor, 1989.
- Le Détail. Pour une histoire rapprochée de la peinture, Flammarion, 1992. >> Trad. El detalle, Abada, 2008.
- L'Ambition de Vermeer, Adam Biro, 1993.
- Le Sujet dans le tableau. Essais d'iconographie analytique, Flammarion, 1997.
- Léonard de Vinci. Le rythme du monde, Hazan, 1997, Prix André-Malraux.
- La Renaissance maniériste, Gallimard, « Univers des formes », en colab. con Andreas Tönnesman, 1997
- L'Art italien du IVe siècle à la Renaissance, Citadelle-Mazenod, en colab. con Philippe Morel y Marco D'Onofrio, 1997
- L'Annonciation italienne. Une histoire de perspective, Hazan, 1999.
- On n'y voit rien. Descriptions, Denoël, 2000
- Anselm Kiefer, Du Regard, 2001,
- L'apparition à Marie-Madeleine, con Marianne Alphant y Guy Lafon, Desclée de Brouwer, 2001.
- Histoires de Peintures, Denoël, 2004 (Folio-poche 2006), transcripción de las emisiones difundidas por France Culture en el verano de 2003.

## Sobre Daniel Arasse
- Devant la peinture, Daniel Arasse - Revue Esprit, junio de 2006

- Datos: Q2073332